# Gillian Jacobs
Gillian MacLaren Jacobs (Pittsburgh, 19 oktober 1982) is een Amerikaanse actrice. 
Jacobs speelde onder meer Britta Perry in 110 afleveringen van de televisieserie Community.

## Biografie
Jacobs werd geboren in Pittsburgh en groeide op in Mount Lebanon (Pennsylvania). Zij begon op achtjarige leeftijd met acteerlessen, en op zaterdag nam zij lessen aan het Pittsburgh Playhouse aldaar. Zij doorliep de high school aan de Mt. Lebanon High School in Mount Lebanon waar zij in 2000 haar diploma haalde. Ze verhuisde naar New York waar zij in 2004 haar bachelor haalde aan de Juilliard School. Zij begon met acteren in lokale theaters.

## Filmografie

### Films
- 2022 Night at the Museum: Kahmunrah Rises Again - als Erica (stem)
- 2022 The Seven Faces of Jane - als Jane
- 2022 The Contractor - als Brianne
- 2021 Injustice - als Harley Quinn (stem)
- 2021 Fear Street Part Three: 1666 - als Constance Berman / Ziggy Berman
- 2021 Fear Street Part Two: 1978 - als C. Berman / Ziggy Berman
- 2021 Fear Street Part One: 1994 - als C. Berman
- 2021 Mark, Mary & Other People - als Dr. Jacobs
- 2021 North Hollywood - als Abigaile
- 2020 Come Play - als Sarah
- 2020 Magic Camp - als Darkwood
- 2020 I Used to Go Here - als Kate
- 2018 Ibiza - als Harper
- 2018 Life of the Party - als Helen
- 2017 Magic Camp - als Christina Darkwood
- 2017 Lemon - als Tracy
- 2016 Brother Nature - als Gwen Turley
- 2016 (Dean) - als Nicky
- 2016 Don't Think Twice - als Samantha
- 2015 Visions - als Sadie
- 2014 No Way Jose - als Penny
- 2014 Hot Tub Time Machine 2 - als Jill
- 2014 Black and White - als Fay
- 2014 The Lookalike - als Lacey
- 2014 Life Partners - als Paige
- 2014 Walk of Shame - als Rose
- 2013 Community: Miracle on Jeff's Street – als Britta Perry (stem)
- 2013 Made in Cleveland – als Martha
- 2013 Teddy Bears – als Emily
- 2013 Bad Milo! - als Sarah
- 2013 The Incredible Burt Wonderstone – als Miranda
- 2012 Seeking a Friend for the End of the World – als serveerster / Katie
- 2012 Adventures in the Sin Bin – als Lauren
- 2012 Revenge for Jolly! – als Tina
- 2012 Watching TV with the Red Chinese – als Suzanne
- 2011 Let Go – als Darla
- 2010 Coach – als Zoe
- 2010 Nonames – als CJ
- 2010 Helena from the Wedding – als Helena
- 2009 The Box – als Dana
- 2009 Solitary Man – als meisje
- 2008 Gardens of the Night – als Leslie
- 2008 Choke – als Cherry Daiquiri / Beth
- 2007 Up All Night – als Marni
- 2007 Blackbird – als Froggy
- 2005 Building Girl – als Katie

### Televisieseries
Uitgezonderd eenmalige gastrollen.
- 2021-2023 Invincible - als Samantha Eve Wilkins (stem) - 11 afl.
- 2022 DC Batman: The Audio Adventures - als Harley Quinn (stem) - 10 afl.
- 2022 Winning Time: The Rise of the Lakers Dynasty - als Chris Riley - 3 afl.
- 2022 Minx - als Maggie - 2 afl.
- 2021 Aquaman: King of Atlantis - als Mera (stem) - 2 afl.
- 2021 Ten Year Old Tom - als Dakota / Sara (stem) - 10 afl.
- 2016-2018 Love - als Mickey Dobbs - 34 afl.
- 2017 Regular Show - als Blu-Ray (stem) - 2 afl.
- 2015 Long Live the Royals - als Rosalind / Katherine (stemmen) - 4 afl.
- 2009-2015 Community – als Britta Perry – 110 afl.
- 2013-2014 Monsters vs. Aliens: The Series - als Sta'abi (stem) - 12 afl.
- 2013 Tiny Commando – als Mitzi McNeil – 8 afl.
- 2006 The Book of Daniel – als Adele Congreve – 3 afl.

- Bibliothèque nationale de France: cb167289330 (data)
- Gemeinsame Normdatei: 1070292907
- International Standard Name Identifier: 0000 0001 0182 718X
- Library of Congress Control Number: no2010174184
- MusicBrainz: 95cec997-11b3-48d7-945f-1e5d73c98991
- Nederlandse Thesaurus van Auteursnamen: 396039081
- Système universitaire de documentation: 176009027
- Virtual International Authority File: 151702000
- WorldCat: E39PBJgxtF6P8FBMymjWDGRkDq